# Благовещенский собор (Киото)
Собо́р Благове́щения Пресвято́й Богоро́дицы (яп. 生神女福音大聖堂 Сё:синдзё Фукуин дайсэйдо:) — кафедральный собор Киотосской и Западнояпонской епархии Японской православной церкви, расположенный в городе Киото в Японии. Среди существующих соборов и синагог Японской православной церкви это старейший собор, созданный по чертежам, утвержденным Министерством по делам религий России. В 1986 году собор был признана объектом культурного наследия города, а в 2022 году был признана культурным достоянием национального значения.

## История
В 1880 году в Киото был приобретён участок с деревянным домом. Позднее были куплены два дополнительных участка справа и слева от храма. Один из домов был предназначен для священника, второй — для катехизатора, другие два — для женской школы.
В 1901 году строительство собора было окончено: фундамент и крыльцо были возведены из гранита, а стены — из дерева; крыша покрыта медью. Московским жертвователем В. Г. Дудышкиным был заказан иконостас (мастер Епанешников). Допущенные при транспортировке из России повреждения икон были исправлены японской иконописицей Ириной Ямасита.
Освящение храмы было совершено в четвёртое воскресенье после Пасхи 27 апреля 1903 года епископом Николаем (Касаткиным). 26 апреля в гранитный престол епископом были вложены мощи св. мученика Мардария. Чин освящения совершался на японском языке. Первым настоятелем храма стал выпускник Киевской духовной академии священник Симеон Мии.
16 мая 2000 года храм посетил Патриарх Алексий II и члены русской делегации. Как потом говорил сам Патриарх, «мы не узнали бы Японии, если бы не побывали в её древней столице».
По состоянию на 2010-е годы по словам иеродиакона Николая (Оно)

в Благовещенском храме Киото большинство прихожан — из православных семей в третьем, четвёртом и даже пятом поколении. Хор храма состоит также из прихожан. Раз в месяц происходят спевки. При храме действуют приходской совет и сестричество, выпускается газета <...> Храм посещают и русские прихожане, и иностранные студенты из других православных стран. Иногда приходят и неправославные японцы, включая молодежь. Большая их часть просто интересуется необычной архитектурой в центре исторического центра Японии, но некоторые из них начинают приходить в храм регулярно и принимают крещение. Примерно раз в год на экскурсию приходят студенты из протестантского университета.